# 꼬마인형
〈꼬마인형〉은 대한민국의 남매듀엣 현이와 덕이의 첫번째 정규음반 《순진한 아이》의 A면 2번 트랙으로 발표된 곡이다. 이 곡이 음반을 통해 처음 취입된 것은 1978년이지만 사실 1975년 장덕이 만 열 네살이던 중학교 2학년 때 만든 곡으로 현이와 덕이가 드래곤 래츠라는 듀엣명으로 미8군 부대에서 많은 사랑을 받으며 새터데이 쇼에 출연했을 당시 <순진한 아이>, <일기장>, <정말> 등과 함께 주된 레퍼토리로 사용된 곡이다. 이 때 장현 · 장덕 남매는 곧바로 방송국 PD들의 눈에 띄어 스카우트되었고 TBC TV의 청소년과 젋은이들을 위한 프로그램 오라오라에 출연, <꼬마인형>을 포함한 자신들의 곡들을 부르며 최연소 남매 듀엣으로 공식적인 무대에 데뷔하였다. 1976년 11월 개봉된 김응천 감독, 임예진 · 이덕화 · 전영록 주연의 영화 영화에서는 현이와 덕이의 <꼬마인형>, <일기장>이 처음으로 녹음되어 사운드트랙으로 사용되기도 했다.

## 가사
열네 살 예쁜 얼굴의 사춘기 소녀가 충분히 겪을 수 있는 가사이다. 그 가사는 "그 애가 나에게 준 꼬마인형 / 좋아한단 그 말이 써 있었다오 / 날 보며 웃음 짓는 귀여운 그 인형이 / 그 애를 닮았네 작은 꼬마인형 / 한방울 두방울 봄비가 내릴 때 / 그 애는 말했다네 날 좋아한다고 / 지금은 떠나버린 그 애는 잊었지만 / 아직은 모른다고 웃는 꼬마인형 / 한송이 두송이 흰 눈이 내릴 때 / 그 애는 말했다네 날 좋아한다고". 어느 날 소녀는 알고 지내던 한 남자아이에게 '좋아해'라는 메시지와 함께 조그만 꼬마인형을 선물받는다. 그리고 이후에도 소년은 계속 소녀에게 좋아한다고 고백한다. 소녀는 방 안에서 자신을 바라보는 듯한 그 인형이 그 남자아이와 닮았다고 생각한다. 하지만 시간이 흘러 그 남자아이를 볼 수 없는 상황이 벌어지게 되고 자연스레 그 애는 잊혀지게 되는데 자신 앞에 놓여진 인형 만큼은 '아직 모른다'며 답해주는 것 같다는 이야기의 곡이다.